# جانيت بارنيت
جانيت هاين بارنيت (بالإنجليزية: Janet Barnett)‏ هي أستاذة للرياضيات بجامعة ولاية كولورادو بويبلو. وتهتم جانيت بنظرية المجموعات والمنطق الرياضي وتاريخ الرياضيات والمرأة في الرياضيات وتعليم الرياضيات.

## التعليم والحياة المهنية
نشأت جانيت في بويبلو بكولورادو. وأكملت دراستها الجامعية في جامعة ولاية كولورادو، حيث التحقت كطالبة للهندسة لكنها انتقلت إلى تخصص مزدوج في الرياضيات والإنسانيات. وتخرجت في عام 1981، وعملت في هيئة السلام لتدريس الرياضيات في بامباري في جمهورية أفريقيا الوسطى من عام 1982 إلى 1984، وبذلك اكتشفت حبها لتدريس الرياضيات.
أكملت رسالة الدكتوراه في عام 1990 في جامعة كولورادو بولدر. عنت أطروحتها بنظرية المجموعات؛ وكان يشرف عليها ريتشارد لافر. والتحقت في العام نفسه بجامعة ولاية كولورادو بويبلو.

## شهرتها
فازت جانيت في عام 2015 بجائزة بورتون جونز للتميز في التدريس الجامعي بالرابطة الرياضية الأمريكية. وفي عام 2017، فازت بجائزة ديبورا وفرانكلين هايمو للتميز في التدريس الجامعي للرياضيات. واعترفت الجائزة على وجه الخصوص بعملها في دمج تاريخ الرياضيات، وإرسائها الأسس في تدريس الرياضيات، وتوجيهها لمعلمي الرياضيات.